# Mons Challenger
Il Mons Challenger, noto come Ethias Trophy per motivi di sponsorizzazione, è stato un torneo professionistico maschile di tennis giocato sul cemento indoor, che faceva parte dell'ATP Challenger Tour. Si giocava annualmente al Lotto Mons Expo di Mons in Belgio dal 2005 al 2016. Nel 2008 è stato votato dai tennisti come torneo Challenger dell'anno.

## Albo d'oro

### Singolare
| Anno | Campione             | Finalista              | Punteggio           |
| ---- | -------------------- | ---------------------- | ------------------- |
| 2016 | Jan-Lennard Struff   | Vincent Millot         | 6–2, 6–0            |
| 2015 | Illja Marčenko       | Benjamin Becker        | 6–2, 6(8)–7, 6–4    |
| 2014 | David Goffin         | Steve Darcis           | 6–3, 6–3            |
| 2013 | Radek Štěpánek       | Igor Sijsling          | 6–3, 7–5            |
| 2012 | Kenny de Schepper    | Michaël Llodra         | 7–6(7), 4–6, 7–6(4) |
| 2011 | Andreas Seppi        | Julien Benneteau       | 2–6, 6–3, 7–6(4)    |
| 2010 | Adrian Mannarino     | Steve Darcis           | 7–5, 6–2            |
| 2009 | Janko Tipsarević (2) | Serhij Stachovs'kyj    | 7–6(4), 6–3         |
| 2008 | Tejmuraz Gabašvili   | Édouard Roger-Vasselin | 6–4, 6–4            |
| 2007 | Ernests Gulbis       | Kristof Vliegen        | 7–5, 6–3            |
| 2006 | Janko Tipsarević (1) | Alex Bogdanovic        | 6–4, 1–6, 6–2       |
| 2005 | Olivier Rochus       | Xavier Malisse         | 6–2, 6–0            |

### Doppio
| Anno | Campioni                           | Finalisti                                | Punteggio              |
| ---- | ---------------------------------- | ---------------------------------------- | ---------------------- |
| 2016 | Julian Knowle Jürgen Melzer        | Sander Arends Wesley Koolhof             | 7–6(4), 7–6(4)         |
| 2015 | Ruben Bemelmans Philipp Petzschner | Rameez Junaid Igor Zelenay Julian Knowle | 6–3, 6–1               |
| 2014 | Marc Gicquel Nicolas Mahut         | Andre Begemann Julian Knowle             | 6–3, 6–4               |
| 2013 | Jesse Huta Galung Igor Sijsling    | Eric Butorac Raven Klaasen               | 4–6, 7–6(2), [10-7]    |
| 2012 | Tomasz Bednarek Jerzy Janowicz     | Michaël Llodra Édouard Roger-Vasselin    | 7–5, 4–6, [10–2]       |
| 2011 | Johan Brunström Ken Skupski        | Kenny de Schepper Édouard Roger-Vasselin | 7–6(4), 6–3            |
| 2010 | Filip Polášek (2) Igor Zelenay     | Ruben Bemelmans Yannick Mertens          | 3–6, 6–4, [10–5]       |
| 2009 | Denis Istomin Evgenij Korolëv      | Alejandro Falla Tejmuraz Gabašvili       | 6(4)–7, 7–6(4), [11–9] |
| 2008 | Michal Mertiňák Lovro Zovko        | Yves Allegro Horia Tecau                 | 7–5, 6–3               |
| 2007 | Tomasz Bednarek Filip Polasek (1)  | Philipp Petzschner Alexander Peya        | 6–2, 5–7, [10–8]       |
| 2006 | Jean-Claude Scherrer Lovro Zovko   | Jordan Kerr David Škoch                  | 6–2, 6–4               |
| 2005 | Christopher Kas Philipp Petzschner | Tomáš Cibulec Tom Vanhoudt               | 7–6(4), 6–2            |